# Guy Abend
Guy Abend (hebräisch גיא אבנד; * 8. November 1990 in Netanja) ist ein israelischer ehemaliger Fußballspieler auf der Position eines Mittelfeldspielers.

## Vereinskarriere

### Karrierebeginn
Guy Abend wurde am 8. November 1990 als drittes Kind von Arie und Tali Abend in der israelischen Küstenstadt Netanja geboren. Noch vor seinem ersten Geburtstag zog die Familie in die Vereinigten Staaten und ließ sich in Washington, D.C. nieder. Dort lebte er die folgenden sechs Jahre und sammelte am Washington, D.C. Jewish Community Center die ersten Erfahrungen im Fußballsport, die er daraufhin nach der Rückkehr nach Israel weiter ausbaute. In seiner Geburtsstadt spielte er in weiterer Folge im Nachwuchs eines Amateurklubs und kam als 14-Jähriger in die Jugendabteilung von Maccabi Netanja. Im Jahre 2008 schaffte er den Sprung in dessen Profikader, kam in diesem jedoch jahrelang nicht zum Einsatz und diente als Reservist. Erst in der Saison 2009/10 gab der damals 19-Jährige sein Profiligadebüt, als er beim 3:3 im Auswärtsspiel gegen Hapoel Tel Aviv von Trainer Reuven Atar für Snir Gueta eingewechselt wurde. Diese Saison schloss er mit der Mannschaft auf dem neunten Tabellenplatz ab und stand kurzzeitig auch in der nachfolgenden Saison im Profikader. Den Rest der Saison verbrachte er auf Leihbasis beim israelischen Zweitligisten Hapoel Kfar Saba, bei dem er allerdings ebenfalls kaum berücksichtigt wurde. Bis zum Saisonende, als Hapoel Kfar Saba die Spielzeit auf dem ersten Platz beendete und im Aufstiegs-Play-off scheiterte, brachte es Abend zu lediglich einem Meisterschaftseinsatz. Ein Grund für seine wenigen Einsätze war, dass er seine dreijährige Wehrpflicht bei den Israelischen Verteidigungsstreitkräften ableistete.

### Mannschaftskapitän bei Hapoel Ironi Rischon LeZion
Zu seinem eigentlichen Durchbruch kam Abend erst nach seinem Wechsel zu Hapoel Ironi Rischon LeZion im Sommer 2011. Das Team hatte durch einen zweiten Platz im Endklassement der Liga Leumit 2010/11 den direkten Aufstieg in die Ligat ha’Al geschafft und spielte 2011/12 in der höchsten israelischen Fußballliga. Bei seinen 19 Meisterschaftseinsätzen, die er in dieser Saison absolvierte, war er in 16 von Beginn an auf dem Spielfeld. Von den 19 Spielen waren 13 in der regulären Spielzeit und sechs in der Abstiegsrunde, in der die Mannschaft, aufgrund eines vorletzten Platzes in der Endtabelle, teilnehmen musste. Nachdem die Mannschaft dort alle sieben Partien verloren hatte, stieg sie wieder in die Liga Leumit ab. Nach dem Abstieg in die Zweitklassigkeit wurde Abend, zu diesem Zeitpunkt noch 21-jährig, zum Mannschaftskapitän von Hapoel Ironi Rischon LeZion ernannt. Bei den 37 Meisterschaftsspielen (30 Partien in der regulären Spielzeit und sieben Partien in den oberen Play-offs), die sein Team Liga Leumit 2012/13 bestritt, war Abend in 33 Partien auf dem Spielfeld und beendete die Saison auf dem sechsten Tabellenplatz. In dieser Spielzeit gelang dem jungen Kapitän auch sein erster Pflichtspieltreffer im Profifußball. Des Weiteren gewann er in dieser Saison mit seiner Mannschaft den Ligapokal der Liga Leumit.
Als Kapitän führte er sein Team auch durch die Liga Leumit 2013/14 und kam selbst in 32 der 37 Meisterschaftsspiele (30 Partien in der regulären Spielzeit und sieben Partien in den unteren Play-offs) zum Einsatz. Dabei gelangte er abermals einmal zum Torerfolg und konnte sich mit der Mannschaft in der großteils sehr dicht gestaffelten Endtabelle vom zwölften Platz auf den elften Platz am Ende der unteren Play-offs vorkämpfen und so den Klassenerhalt sichern. Daraufhin kam es für Abend beinahe zu einem Wechsel zurück ins israelische Oberhaus, wo er mit dem MS Aschdod in Verhandlungen stand. Nachdem ein Wechsel gescheitert war, machte ihn sein Agent mit dem Iren James O’Connor, seines Zeichens neuer Trainer des damals drittklassigen US-amerikanischen Fußball-Franchises Louisville City FC mit Spielbetrieb in der United Soccer League, bekannt. O’Connor hatte Videos von Abend auf YouTube gesehen und Interesse an dem 1,83 m großen Mittelfeldakteur bekundet.

### Rückkehr in die Vereinigten Staaten
Nach erfolgreichem Probetraining wurde Abend von den US-Amerikanern unter Vertrag genommen und war dabei eine der ersten drei Verpflichtungen des eben erst gegründeten Franchises. Sein Pflichtspieldebüt gab Abend gleich im ersten Saisonspiel, einem 2:0-Heimsieg über den Saint Louis FC, am 28. März 2015, als ihn O’Connor über die vollen 90 Minuten durchspielen ließ. Nachdem er in der nachfolgenden Spielrunde gegen die Richmond Kickers als Ersatzspieler zum Einsatz gekommen war, saß er in den nächsten drei Spielen uneingesetzt auf der Ersatzbank, ehe er aufgrund einer Knieverletzung mit anschließender Operation monatelang gar nicht dem Kader angehörte. Erst im Juli saß er wieder in einer Begegnung ohne Einsatz auf der Ersatzbank und kam daraufhin erst wieder am 12. August 2015 beim 5:1-Auswärtssieg über die Harrisburg City Islanders zu Einsatzminuten. Bis zum Ende des Spieljahres 2015 brachte er es daraufhin noch in fünf weiteren Partien zu unregelmäßigen Einsätzen und schloss die Saison mit der Mannschaft auf dem zweiten Platz der Eastern Conference hinter den Rochester Rhinos ab. Dadurch erreichte er mit dem Team die Conference Semifinals, in denen Louisville City das Franchise Charleston Battery mit 2:0 in der Verlängerung besiegte. In den nachfolgenden Conference Finals unterlag das Team den Rochester Rhinos mit 0:1 in der Verlängerung. Insgesamt war Abend somit in diesem Jahr in acht Ligaspielen und zwei Play-off-Spielen im Einsatz und erreichte mit der Mannschaft die vierte Runde des Lamar Hunt U.S. Open Cup 2015, wo das Team erst in der Verlängerung dem MLS-Franchise Chicago Fire mit 0:1 unterlag.
Im Spieljahr 2016 setzte ihn O’Connor bereits öfter ein, wobei er oftmals auch über die vollen 90 Minuten durchspielte. Wie bereits im Jahr zuvor schaffte es der Louisville City FC am Saisonende auf den zweiten Platz der Eastern Conference. Diesmal startete das Team in der ersten Runde in die saisonabschließenden Play-offs und kam nach Siegen über die Richmond Kickers und Charleston Battery bis in die Conference Finals, wo das Franchise dem Erstplatzierten der Eastern Conference, den New York Red Bulls II, erst im Elfmeterschießen unterlag. Abend hatte es in diesem Jahr auf 23 Meisterschaftseinsätze und fünf -tore in der regulären Spielzeit, sowie drei Einsätze in den Play-offs gebracht. Im Lamar Hunt U.S. Open Cup 2016 schied er mit der Mannschaft bereits in Runde 3 gegen Indy Eleven aus, nachdem man im vorangegangenen Spiel gegen den Detroit City FC nur knapp im Elfmeterschießen gewann.

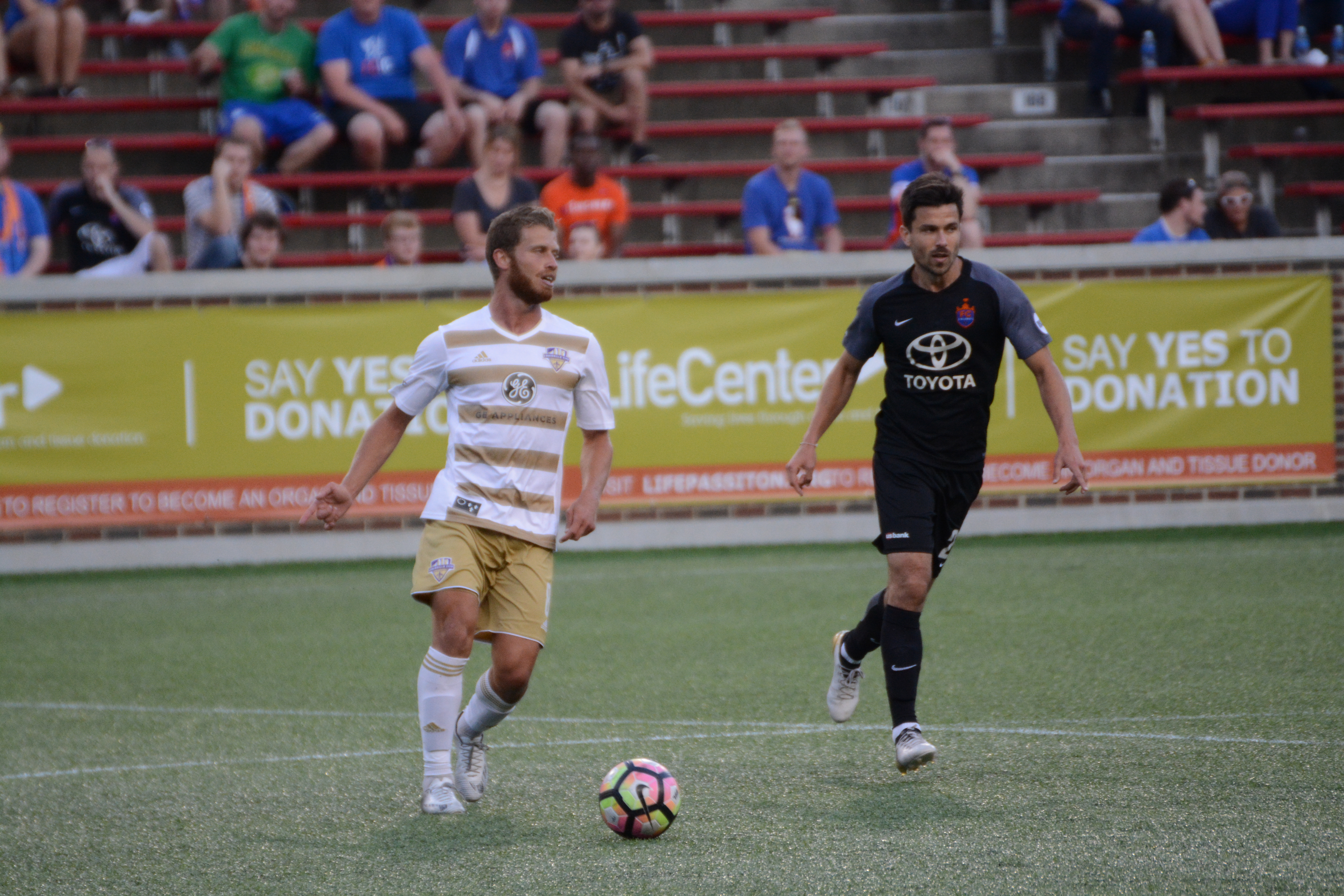
Guy Abend (links) in einem Spiel gegen den FC Cincinnati (2017)

Nachdem Abend in das Spieljahr 2017 etwas verhalten gestartet war, avancierte er spätestens ab der fünf Spielrunde zur Stammkraft im defensiven bzw. zentralen Mittelfeld und wurde von Trainer James O’Connor auch des Öfteren auf anderen Mittelfeldpositionen eingesetzt. Bis zum Ende des Spieljahres kam Abend in 27 der 32 möglich gewesenen Spielen der regulären Saison zum Einsatz und steuerte einen Treffer bei. Ende rangierte Louisville City auf dem ersten Platz der Eastern Conference und konnte sich auch in den nachfolgenden Play-offs beweisen. Nach Siegen über den Bethlehem Steel FC, die Rochester Rhinos und die New York Red Bulls II schaffte das Franchise den Einzug in das meisterschaftsentscheidende Finalspiel der USL. Dieses konnte die Mannschaft am 13. November 2017 gegen die Swope Park Rangers durch ein spätes Tor von Cameron Lancaster mit 1:0 für sich entscheiden; Guy Abend saß in allen vier Play-off-Spielen ohne Einsatz auf der Ersatzbank. Aufgrund einer Beleidigung, die er zeitgleich zum Abpfiff des Finalspiels aussprach, erhielt er von Schiedsrichter José Carlos Rivero in der 98. Minute die Rote Karte.

### Wechsel nach Reno
Nachdem sein Vertrag bei Louisville City mit Saisonende 2017 ausgelaufen war, wechselte Abend im Winter ablösefrei innerhalb der Liga zum Reno 1868 FC und unterzeichnete einen Einjahresvertrag. Der Trainer des Franchises, der ehemalige Profispieler Ian Russell, setzte ihn, nachdem er die Rotsperre, die er aufgrund der roten Karte aus dem Finalspiel 2017 erhalten hatte, im Erstrundenspiel absaß, ab der zweiten Meisterschaftsrunde als Stammkraft im zentralen Mittelfeld ein. Anfangs kam der Israeli zu regelmäßigen Einsätzen für das Franchise aus der Glücksspielstadt Reno im US-Bundesstaat Nevada. Dabei zumeist auch in der Startformation nahmen seine Einsätze im Mai 2018 ab, woraufhin er oftmals ohne Einsatz auf der Ersatzbank saß oder gar nicht erst zum erweiterten Kader gehörte. Nachdem er zwei Monate ohne Einsatz geblieben war, kehrte der zentrale Mittelfeldspieler Ende Juli 2018 wieder aufs Spielfeld zurück und wurde von Russell abwechselnd in der Startelf und als Ersatzspieler eingesetzt. Vor allem in den letzten Runden der regulären Saison spielte Abend zumeist über die volle Spieldauer durch und schaffte es am Ende mit der Mannschaft in die meisterschaftsentscheidenden Play-offs. Bis dahin hatte es der zumeist im zentralen, des Öfteren aber auch im defensiven Mittelfeld eingesetzte Israeli auf 19 Ligaeinsätze gebracht und war dabei selbst ohne Torerfolg geblieben. Nachdem er mit dem Team die Real Monarchs in den Western Conference Quarterfinals besiegt hatte, schied er mit Reno in den nachfolgenden Semifinals der Western-Conference-Play-offs gegen den Orange County SC aus. In beiden Spielen war er jeweils über die gesamte Spieldauer im Einsatz gewesen. Des Weiteren brachte er es auf einen Einsatz in der dritten Runde des Lamar Hunt U.S. Open Cups 2018, als er mit Reno gegen den Sacramento Republic FC frühzeitig aus dem Wettbewerb ausschied.

### Stammkraft beim Saint Louis FC und Verletzungspech
Nachdem sein Einjahresvertrag beim Reno 1868 FC mit Ende des Spieljahres 2018 ausgelaufen war, gab am 3. Dezember 2018 der Ligakonkurrent Saint Louis FC die Verpflichtung des 1,83 m großen Mittelfeldakteurs mit Beginn des Spieljahres 2019 bekannt. In der Liga, die sich mittlerweile von United Soccer League in USL Championship umbenannt hatte, wurde er von Anthony Pulis nach einer kurzen Einfindungsphase schon bald als Stammspieler im zentralen Mittelfeld eingesetzt und verpasste bis Ende Juni 2019 kaum Einsatzminuten. Nachdem er in diesem Monat ein Spiel aufgrund einer Gelbsperre verpasst hatte, aber im darauffolgenden Match eine Torvorlage beisteuern konnte, zog er sich im wiederum nachfolgenden Spiel gegen die Swope Park Rangers eine folgenschwere Verletzung zu. Bei der 1:2-Niederlage im Auswärtsspiel im Children’s Mercy Park wurde er nur fünf Minuten nach Anpfiff der zweiten Halbzeit angeschlagen ausgewechselt und durch den Ghanaer Oscar Umar ersetzt. Danach dauerte es abermals zwei Monate, ehe Abend wieder zurück in die Mannschaft fand, wobei er jedoch Probleme hatte, sich wieder einen Stammplatz zu erkämpfen. Am Ende des Spieljahres hatte er es auf 19 Einsätze in der regulären Meisterschaft gebracht und rangierte im Endklassement mit dem Saint Louis FC auf dem elften Platz der Eastern Conference – der Saint Louis FC und die Swope Park Rangers wurden vor Beginn des Spieljahres vor der Western Conference in die Eastern Conference umgestuft, damit beide Conferences eine gleiche Anzahl an Teilnehmen aufweisen konnten. Recht erfolgreich verlief für Abend und sein Team die Teilnahme am Lamar Hunt U.S. Open Cup 2019, bei dem er in vier der fünf Spiele seines Teams im Einsatz war und dabei zwei Tore – darunter auch ein Tor gegen das MLS-Franchise Chicago Fire im Sechzehntelfinale – beisteuerte. Mit der Mannschaft schied er erst im Viertelfinale gegen den späteren Pokalsieger Atlanta United aus.
Nachdem die USL Championship nur wenige Tage nach dem ersten Meisterschaftsspiel im März 2020 aufgrund der COVID-19-Pandemie unterbrochen worden war, kam Abend erst nach Wiederaufnahme des Spielbetriebes Mitte Juli 2020 zum Einsatz, agierte jedoch vorrangig als Ersatzspieler in der mittlerweile von Steve Trittschuh trainierten Mannschaft. In der Liga, die in diesem Jahr in acht verschiedenen Gruppen mit jeweils vier bzw. fünf Mannschaften ausgetragen wurde, rangierte er mit Saint Louis auf dem zweiten Platz der Gruppe E, in der Mannschaften aus dem Mittleren Westen antraten. Dadurch qualifizierte er sich mit seinem Team, das in der zusammengefassten Endtabelle der Eastern Conference auf dem achten Platz rangierte, für die nachfolgenden Play-offs. Nach einem knappen Weiterkommen gegen Hartford Athletic in den Eastern Conference Quarterfinals schied Abend mit Saint Louis in den Eastern Conference Semifinals gegen sein ehemaliges Team, den Louisville City FC, mit 0:2 aus. Nachdem das Franchise bereits am 25. August 2020 aufgrund des durch die Pandemie verursachten finanziellen Schadens die Einstellung des Spielbetriebs und seine damit einhergehende Auflösung zum Ende des Spieljahres 2020 bekanntgegeben hatte, trat diese nach Ausscheiden in Kraft, woraufhin Abend zusammen mit dem Großteil seiner Teamkollegen vereinslos wurde.

## Nationalmannschaftskarriere
Am 14. September 2008 gab Abend sein Debüt in der israelischen U-19-Nationalmannschaft, als er bei einer 0:1-Niederlage gegen die Alterskollegen aus Ungarn bei einem Turnier in Serbien zum Einsatz kam. Einen Tag später absolvierte er einen zweiten Länderspieleinsatz gegen die U-19 aus Montenegro. Etwa einen Monat später kam er im Oktober 2008 anlässlich der Qualifikation zur U-19-Europameisterschaft 2009 zu drei weiteren U-19-Länderspieleinsätze in Portugal. Mit seinem Heimatland gewann er das Spiel gegen die gleichaltrigen Fußballer aus Bulgarien und verlor die beiden Partien gegen Finnland und Portugal. Als Dritter der Gruppe 12 schaffte es die Mannschaft nicht in die nachfolgende Eliterunde der Qualifikation und schied frühzeitig aus. Über weitere Länderspieleinsätze Abends ist nichts bekannt.

## Privates
Sein Vater Arie war beruflich über 30 Jahre lang bei El Al tätig und arbeitet heute für Amiel Tours, wo er für die Planung von Touren in Israel zuständig ist. Seine Mutter Tali ist eine klinische Psychologin und auch sein älterer Bruder Rany ist in diesem Bereich tätig. Seine ältere Schwester Dafna arbeitet als Englischlehrerin an einer Grundschule.